# Tournoi de tennis de Lausanne
Le tournoi de tennis de Lausanne (Suisse) plus communément appelé Ladies Open Lausanne est un tournoi de tennis féminin du circuit professionnel WTA.
Il est créé en 2019 en remplacement du tournoi de Gstaad.

## Palmarès

### Simple
| No | Date       | Nom et lieu du tournoi                              | Catégorie                                           | Dotation                                            | Surface                                             | Vainqueure                                          | Finaliste                                           | Score                                               |                                                     |
| -- | ---------- | --------------------------------------------------- | --------------------------------------------------- | --------------------------------------------------- | --------------------------------------------------- | --------------------------------------------------- | --------------------------------------------------- | --------------------------------------------------- | --------------------------------------------------- |
| 1  | 15-07-2019 | Ladies Open Lausanne, Lausanne                      | Intern'l                                            | 226 750 $                                           | Terre (ext.)                                        | Fiona Ferro                                         | Alizé Cornet                                        | 6-1, 2-6, 6-1                                       | Tableau                                             |
|    | 2020       | Tournoi annulé en raison de la pandémie de Covid-19 | Tournoi annulé en raison de la pandémie de Covid-19 | Tournoi annulé en raison de la pandémie de Covid-19 | Tournoi annulé en raison de la pandémie de Covid-19 | Tournoi annulé en raison de la pandémie de Covid-19 | Tournoi annulé en raison de la pandémie de Covid-19 | Tournoi annulé en raison de la pandémie de Covid-19 | Tournoi annulé en raison de la pandémie de Covid-19 |
| 2  | 12-07-2021 | Ladies Open Lausanne, Lausanne                      | WTA 250                                             | 235 238 $                                           | Terre (ext.)                                        | Tamara Zidanšek                                     | Clara Burel                                         | 4-6, 7-65, 6-1                                      | Tableau                                             |
| 3  | 11-07-2022 | Ladies Open Lausanne, Lausanne                      | WTA 250                                             | 251 750 $                                           | Terre (ext.)                                        | Petra Martić                                        | Olga Danilović                                      | 6-4, 6-2                                            | Tableau                                             |
| 4  | 24-07-2023 | Ladies Open Lausanne, Lausanne                      | WTA 250                                             | 259 303 $                                           | Terre (ext.)                                        | Elisabetta Cocciaretto                              | Clara Burel                                         | 7-5, 4-6, 6-4                                       | Tableau                                             |

### Double
| No | Date       | Nom et lieu du tournoi                              | Catégorie                                           | Dotation                                            | Surface                                             | Vainqueures                                         | Finalistes                                          | Score                                               |                                                     |
| -- | ---------- | --------------------------------------------------- | --------------------------------------------------- | --------------------------------------------------- | --------------------------------------------------- | --------------------------------------------------- | --------------------------------------------------- | --------------------------------------------------- | --------------------------------------------------- |
| 1  | 15-07-2019 | Ladies Open Lausanne Lausanne                       | Intern'l                                            | 226 750 $                                           | Terre (ext.)                                        | Anastasia Potapova Yana Sizikova                    | Monique Adamczak Han Xinyun                         | 6-2, 6-4                                            | Tableau                                             |
|    | 2020       | Tournoi annulé en raison de la pandémie de Covid-19 | Tournoi annulé en raison de la pandémie de Covid-19 | Tournoi annulé en raison de la pandémie de Covid-19 | Tournoi annulé en raison de la pandémie de Covid-19 | Tournoi annulé en raison de la pandémie de Covid-19 | Tournoi annulé en raison de la pandémie de Covid-19 | Tournoi annulé en raison de la pandémie de Covid-19 | Tournoi annulé en raison de la pandémie de Covid-19 |
| 2  | 12-07-2021 | Ladies Open Lausanne Lausanne                       | WTA 250                                             | 235 238 $                                           | Terre (ext.)                                        | Susan Bandecchi Simona Waltert                      | Ulrikke Eikeri Valentíni Grammatikopoúlou           | 6-3, 6-73, 10-5                                     | Tableau                                             |
| 3  | 11-07-2022 | Ladies Open Lausanne Lausanne                       | WTA 250                                             | 251 750 $                                           | Terre (ext.)                                        | Olga Danilović Kristina Mladenovic                  | Ulrikke Eikeri Tamara Zidanšek                      | Forfait                                             | Tableau                                             |
| 4  | 24-07-2023 | Ladies Open Lausanne Lausanne                       | WTA 250                                             | 259 303 $                                           | Terre (ext.)                                        | Anna Bondár Diane Parry                             | Amina Anshba Anastasia Dețiuc                       | 6-2, 6-1                                            | Tableau                                             |